# لوحة بتريكيفكا
لوحة بيتريكيفكا (أو ببساطة "بيتريكيفكا" ؛باللغة الأوكرانية: Петрикивський розпис ) هي أسلوب رسم زخرفي أوكراني تقليدي، نشأ من قرية بيتريكيفكا في إقليم دنيبروبتروفسك في أوكرانيا ، حيث كان يستخدم على نحو تقليدي لتزيين جدران المنزل والأدوات المنزلية اليومية. يعود هذا الأسلوب من الرسم إلى القرن الثامن عشر، لكنه لا يزال يزدهر ويتطور كشكل من أشكال الفن الحديث.
من السمات المميزة لهذا النمط من الفن الشعبي هي أنماط الزهور، وتقنيات الفرشاة المميزة، وخلفيته البيضاء التقليدية (ومع ذلك، غالبًا ما يعمل الرسامون المعاصرون على خلفيات سوداء أو خضراء أو حمراء أو زرقاء).
في عام 2012، اعترفت وزارة الثقافة الأوكرانية بلوحة بيتريكيفكا كجزء من التراث الثقافي غير المادي لأوكرانيا ، وتم إدراجها في القائمة التمثيلية لليونسكو للتراث الثقافي اللامادي للبشرية في عام 2013. أصبحت لوحة بتريكيفكا"علامة تجارية" في الثقافة الشعبية الأوكرانية، وتم إنشاء علامة تجارية "بتريكيفكا" مملوكة للحرفيين في قرية بتريكيفكا.

## تاريخ

### التاريخ المبكر
يعتقد أن لوحة بيتريفكا نشأت من الزخارف الجدارية لمنازل القرية. كانت زخارف الجدران المطلية سائدة في أجزاء كثيرة من أوكرانيا، وكان للمناطق المختلفة أنماطها المميزة. وكان من المعتاد أن يتم ترميم اللوحة مرة أو مرتين كل عام. بالإضافة إلى الجداريات، تم أيضًا تزيين الأدوات المنزلية المصنوعة من الخشب ومواد أخرى، وخاصة الصناديق (بالتحديد صناديق الزفاف). هناك أيضًا أمثلة على أيقونات دينية من القرن الثامن عشر من منطقة دنيبرو ذات زخارف نباتية يمكن اعتبارها أيضًا سلفًا لأسلوب بتريكيفكا الحديث.
تعود أقدم اللوحات الجدارية الأوكرانية ذات الزخارف الزهرية إلى النصف الثاني من القرن التاسع عشر وبداية القرن العشرين في مناطق دنيبروبتروفسك وسلوبودا وبوديليا وأومان ،  ومن المحتمل أن يكون لها علاقة أو أصل مشترك مع أسلوب بتريكيفكا .
كانت رسوم الزينة على الجدران وعلى الورق شائعة في العديد من قرى منطقة دنيبروبتروفسك، ولكنها كانت أكثر انتشارًا وتطورًا للغاية في قرية بيتريكيفكا، والتي أخذ هذا الأسلوب اسمه منها. توجد الزخارف الجدارية للمنازل في بيتريكيفكا على الأقل منذ عام 1860، وتعمل على الورق منذ أواخر القرن التاسع عشر. منذ زمن السيش الجديد في منتصف القرن الثامن عشر وحتى منتصف القرن التاسع عشر، كانت هذه الأراضي مأهولة بشكل أساسي بمستوطنين من منطقتي بولتافا وسلوبودا، ومن المحتمل أن هؤلاء المهاجرين جلبوا تقليد الرسم هذا إلى بيتريكيفكا. لا يوجد وصف لزخارف الجدران في منطقة بولتافا في القرن التاسع عشر، ولكن كانت هناك تقارير عن زخرفة جدارية في منطقة سلوبودا، مثل تلك الموجودة في عام 1860 في منطقة كوبيانسك في مقاطعة خاركيف . ولذلك، فقد اقترح أن تقليد بيتريكيفكا نشأ من منطقة سلوبودا. ومع ذلك، توجد أيضًا صناديق بها رسومات نباتية زخرفية من بولتافا يعود تاريخها إلى النصف الثاني من القرن التاسع عشر. هناك فرضية بديلة أخرى وهي أن أسلوب الرسم هذا جاء من بوديليا عبر أومان. ومع ذلك، ظهرت الجداريات ذات الزخارف الزهرية هناك في وقت لاحق فقط.

### الاعتراف والتأسيس (1911–1936)
لا توجد مراجع تاريخية مفصلة للوحة بيتريكيفكا قبل بداية القرن العشرين، عندما اهتم عالم الإثنوغرافيا دميترو يافورنيتسكي بها، وطلب من يفينيا إيفينباخ، إحدى طلابه، عمل نسخ وجمع عينات (بما في ذلك الجداريات) في بعثتين إلى 1911 و 1913. شكلت هذه "الاكتشافات" الأساس لمعرض أقيم عام 1913 في سانت بطرسبرغ .
أقيمت معارض لفناني بيتريكيفكا في عامي 1935 و1936 في كييف، ولينينغراد، وموسكو، وظهرت أعمال تاتيانا باتا، وناديا بيلوكين، ويارينا بيليبينكو، وهانا إيساييف، وفاسيل فوفك، وجانا بافلينكو. حظيت لوحة بيتريكيفكا بشعبية كبيرة، والتي كانت حتى ذلك الحين غير معروفة تقريبًا في صفوف عامة الناس. بعد هذه المعروضات، حصلت تاتيانا باتا وناديا بيلوكين على اللقب الفخري "ماجستير في الفن الشعبي".
أيضًا في عامي 1935 و1936، أقيمت مدرسة خاصة للرسم الزخرفي لمدة عامين في بيتريكيفكا. و كانت المدربة الرئيسية هي تاتيانا باتا، التي علمت جيلًا كاملاً من الفنانين الذين واصلوا تأسيس لوحة بيتريكيفكا كشكل من أشكال الفن المعاصر. غالبًا ما تُعتبر تاتيانا باتا مؤسسة مدرسة بيتريكيفكا للرسم، على الرغم من أنها في الواقع كانت تواصل فحسب التقليد الذي تعلمته من جدتها.

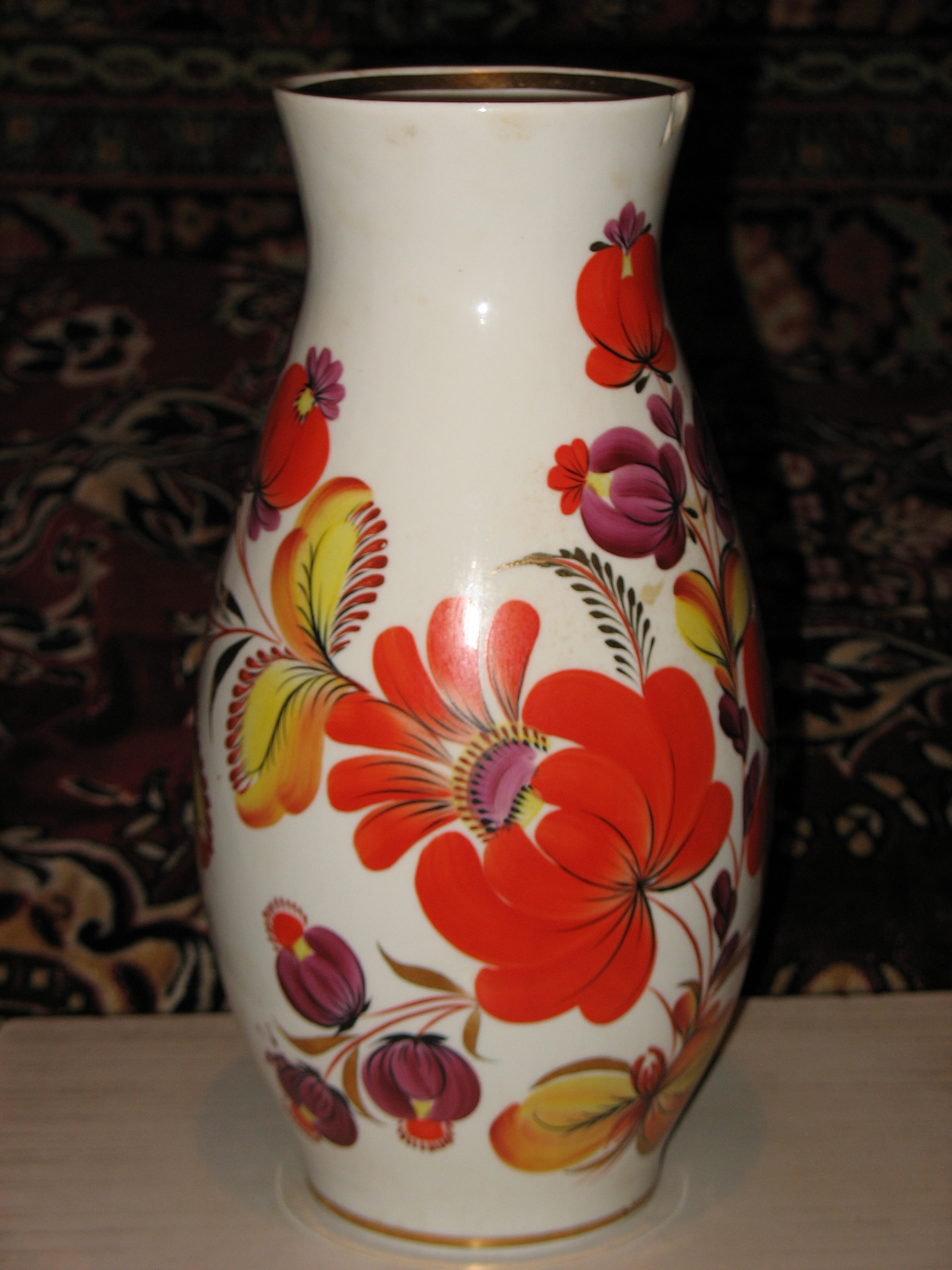
مزهرية من الخزف كييف مع لوحة بيتريكيفكا للفنانة مارفا تيمشينكو